# Оператор машинного доения
Оператор машинного доения (доя́р, доя́рка) — работник молочного хозяйства специалист по машинному доению коров, овец, коз, кобыл и других молочных животных.
Основные функции оператора машинного доения — подготовка животных к доению (обмыв и вытирание вымени, сдаивание первых порций молока), установка доильного аппарата, заключительные операции после дойки (выключение аппарата и снятие доильных стаканов, дезинфекция вымени). Кроме того, оператор может быть также наделён некоторыми обязанностями скотника, связанными с уходом за животными. 
Среди профессиональных заболеваний операторов — характерные для всех животноводческих профессий аллергические дерматиты, синдром токсичности органической пыли (СТОП), зоонозы.
В СССР выдающихся операторов машинного доения отмечали на государственном уровне высшими наградами, среди таковых — Герои Социалистического Труда Анна Давыдова, Анна Дюкина, Валентина Шатохина, полный кавалер ордена Трудовой Славы Нина Бондарь.